# Válečný vůz

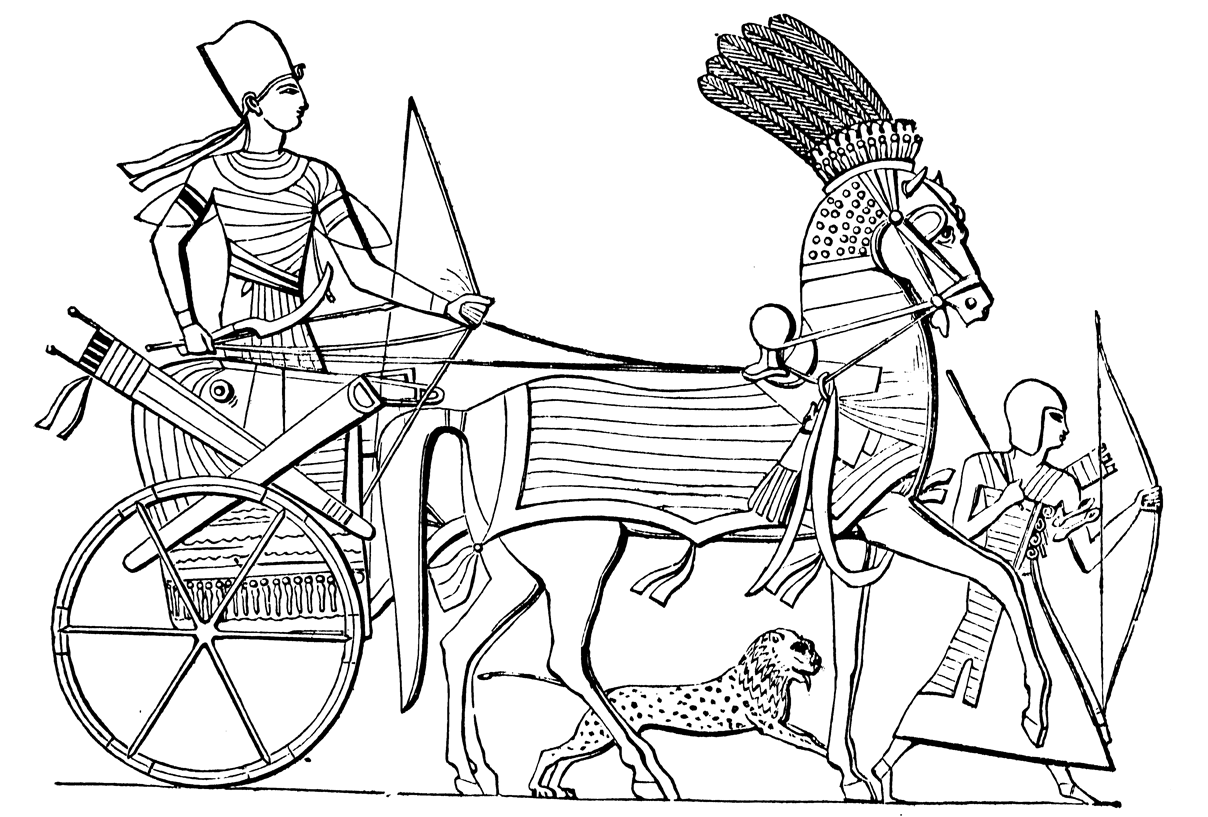
Egyptský válečný vůz

Válečný vůz je typ vozidla taženého koňskou silou a původně určeného pro přímý souboj. Válečné vozy se používaly hlavně ve starověku a v pozdějších obdobích jejich funkci zaujalo jezdectvo. Úpadek vojenského využití válečných vozů nastal v 4. století př. n. l., ale vozatajské závody si ve starověkém Řecku, Římě a Byzantské říši nadále zachovaly velkou popularitu. Konec závodů nastal na západě s pádem Římské říše, v Byzanci o několik století později.

## Vznik v eurasijské stepi

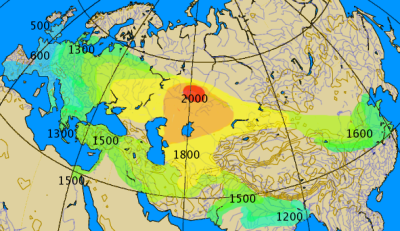
Mapa šíření válečných vozů s loukoťovými koly od 2000 př. n. l. do 500 př. n. l.

Vynález kola používaného v dopravě se s největší pravděpodobností odehrál v eurasijských stepích dnešního Ruska a Ukrajiny. Důkazy kolových vozidel se objevují od poloviny 4. tisíciletí př. n. l. téměř současně na severním Kavkaze Majkopská kultura  a ve střední Evropě. Tato nejčasnější vozidla mohly být volské povozy. Nezbytným předchůdcem vynálezu vozu je domestikace zvířat, konkrétně koní – významný krok ve vývoji civilizace. Navzdory velkému dopadu domestikace koní na dopravu a komunikaci bylo vystopování jeho původu náročné. Důkazy podporují koně, kteří byli domestikováni v euroasijských stepích, přičemž studie naznačují, že botajská kultura v dnešním Kazachstánu byla první, asi 3500 př. n. l. Jiní říkají, že koně byli domestikováni dříve než před 3500 lety ve východní Evropě (Ukrajina a západní Kazachstán), před 6000 lety.

## Mezopotámie

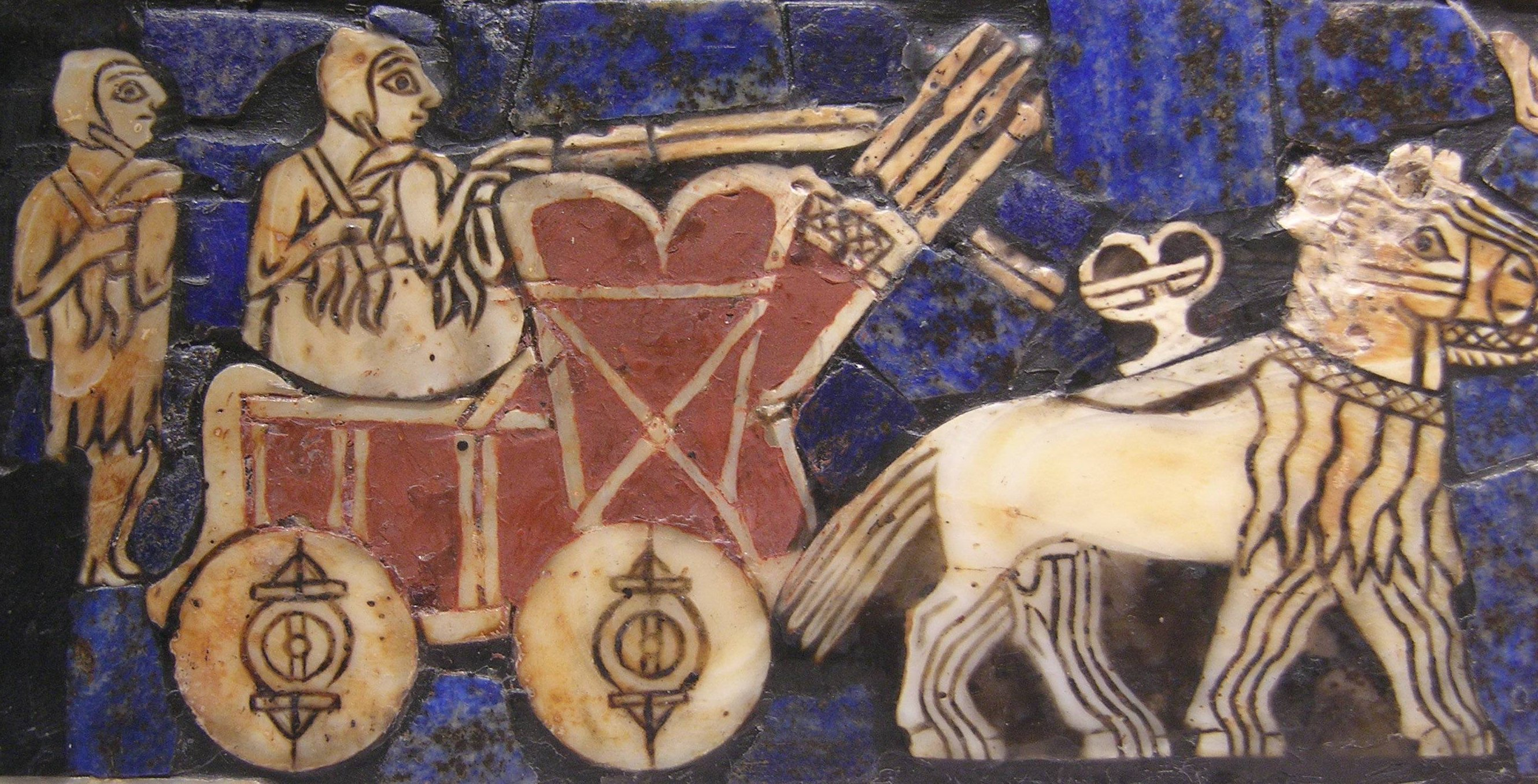
Detail raného válečného vozu na Standartě z Uru (2500 př. n. l.). Tažným zvířetem byl kříženec osla.

Zatímco se na koních jezdilo do bitev již od nejranějšího období, prvními nám známými jízdními vojenskými silami byly válečné vozy. K prvnímu ověřenému použití válečných vozů došlo v Mezopotámii, kde sumerské vyobrazení z roku okolo 2500 př. n. l. znázorňuje válečníky jezdící na bojových vozech. Byla to těžká vozidla s dlouhým úzkým trupem a vysokými předními boky. Vozataj seděl před bojovníkem, který vrhal oštěpy umístěné v toulcích připevněných k bokům vozu. Čtyři pevná kotoučová kola byla vyrobena ze tří částí spojených dohromady. K pravděpodobně pevným osám byla kola připevněna dlouhými válci, takže se kola mohla otáčet nezávisle na sobě. Vzhledem k tomu, že se přední osa nemohla otáčet, existovalo při otáčení ve vysoké rychlosti patrně značné nebezpečí převrhnutí. Používaly se však také dvoukolové prostředky, které měly lepší manévrovací schopnost než vozy čtyřkolové. Ty však byly schopny pojmout pouze jednoho muže, a proto byly patrně používány především pro předávání zpráv a dopravu důstojníků.
Bojové vozy byly taženy čtyřspřežím buď oslů, nebo kříženců oslů s onagery; koně byli v té době na Blízkém východě téměř neznámí. Otěže procházely kovovými kroužky na taženém oji a pokračovaly ke kroužkům v nose zvířat. Zatažení za otěže umožňovalo jezdci spřežení zastavit, ale k řízení směru bylo nutné používat buď slovních povelů, nebo bodce či biče. Jho bylo umístěno pouze přes dvě vnitřní zvířata. Vnější dvě zvířata byla připevněna šíjovými řemeny, takže jejich tažná síla byla malá. Vzhledem k tomu, že tato zvířata táhla menší zátěž, bylo možné je snáze donutit k rychlejšímu tempu, čímž se povzbuzovala i vnitřní zvířata, která se snažila jim přizpůsobit. Zkoušky prokázaly, že takový povoz může dosahovat rychlosti 15–20 km/h.
Vozy vlastnil stát, jenž je bojovníkům vydával před cestou do bitvy, po které musely být opět vráceny. Sumerský městský stát Umma měl k dispozici jednotku složenou ze 60 vozů a další města měla přibližně srovnatelné síly. Vozy byly v mnoha případech obsazovány členy královské rodiny. Avšak tyto vozy byly v celku pomalé a nemotorné, takže se od jejich používání upustilo. Vůz, který bylo možné použít, musel byl lehčí, s větším počtem tažných zvířat a lepšími řídícími vlastnostmi. Takovéto vozy se začaly používat někdy kolem sedmnáctého století př. n. l. Tyto vozy byly rychlé, lehké a unesly dva muže. Bojový vůz se v té době stal válečnou zbraní, která začala dominovat bojovým prostředkům v pozdní době bronzové.

## Bojové vozy Nové říše

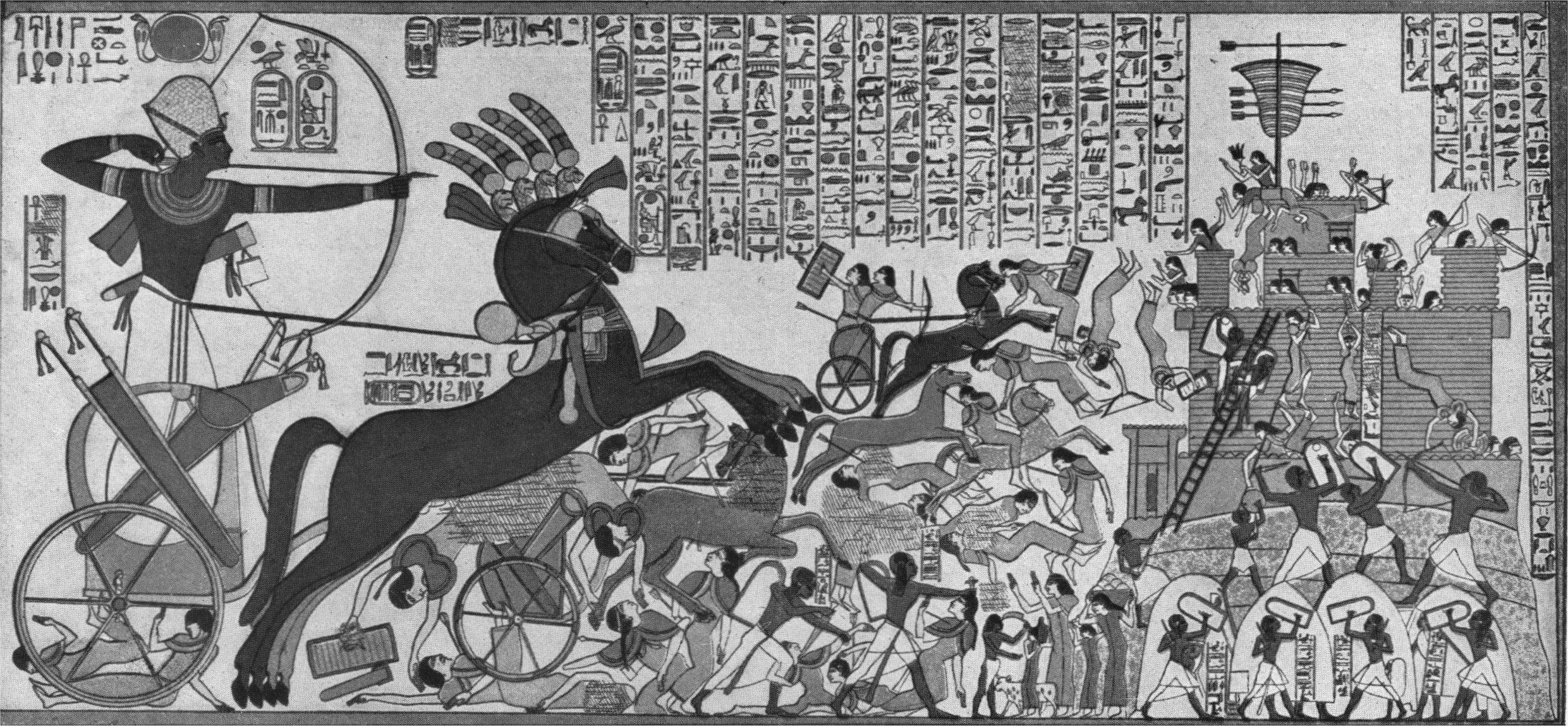
Válečný vůz v pozdní době bronzové

Povaha a použití bojových vozů na Blízkém východě je nejlépe patrná z pozůstatků Nové říše v Egyptě, které zahrnují celé bojové vozy umístěné v hrobech. Vozy měly lehkou konstrukci, přičemž pro každý díl byl pečlivě volen zvláštní druh dřeva zpracovaný do požadovaného tvaru. Kola se čtyřmi, později šesti paprsky byla usazena na nábojích nápravy dlouhé více než dva metry. Osa byla umístěna v zadní části vozu, čímž byla zvýšena stabilita. Na vyobrazeních je někdy znázorněna osa umístěná pod vozem. Tuto úpravu však zřejmě prováděli malíři, aby ušetřili prostor. Podlaha vozu byla vyrobena z propletených kožených pásků s cílem dosažení minimální váhy. Dřevěný rám probíhal podél přední části a po stranách vozu, zatímco zadní strana byla volná z důvodů snadnějšího nastupování. Výsledkem byl pevný ale lehký povoz vážící pouze 34 kilogramů. Uzvednout tento vůz byl schopen jeden muž a dva jej mohli snadno přenášet přes terénní překážky, přes které nešlo přejet. Při zkouškách, které proběhly v současnosti, dokázal pár poníků táhnout repliku válečného vozu rychlostí až 38 km/h.Vzhledem ke dvoukolové konstrukci bylo možné bojový vůz snadno otáčet, ale jeho široká klec byla přitom schopna pojmout dva vojáky – vozataje a válečníka. Bojovník měl otěže omotány kolem těla po způsobu postrojů, takže měl obě ruce volné pro použití luku. V opačném případě by se musel přidržet rukojeti pokaždé, kdy by válečný vůz najel na terénní nerovnost. Pokud nebyl právě v boji, držel vozataj otěže oběma rukama. Vedle štítu používali egyptští a asijští vozatajové ještě přilby a dlouhé pláště ze šupinového brnění. Tyto pláště byly tvořeny několika stovkami přesahujících šupinek 2 mm silných, které byly našity na plátěný oděv. Otevřené boky válečného vozu mohly být navíc kryty závěsy ze šupinkového brnění, případně kůží pokrytou kovem. Koně byli chráněni těžkými látkovými zachycovači, nebo méně častěji šupinkovým brněním.

## Vybavení válečného vozu

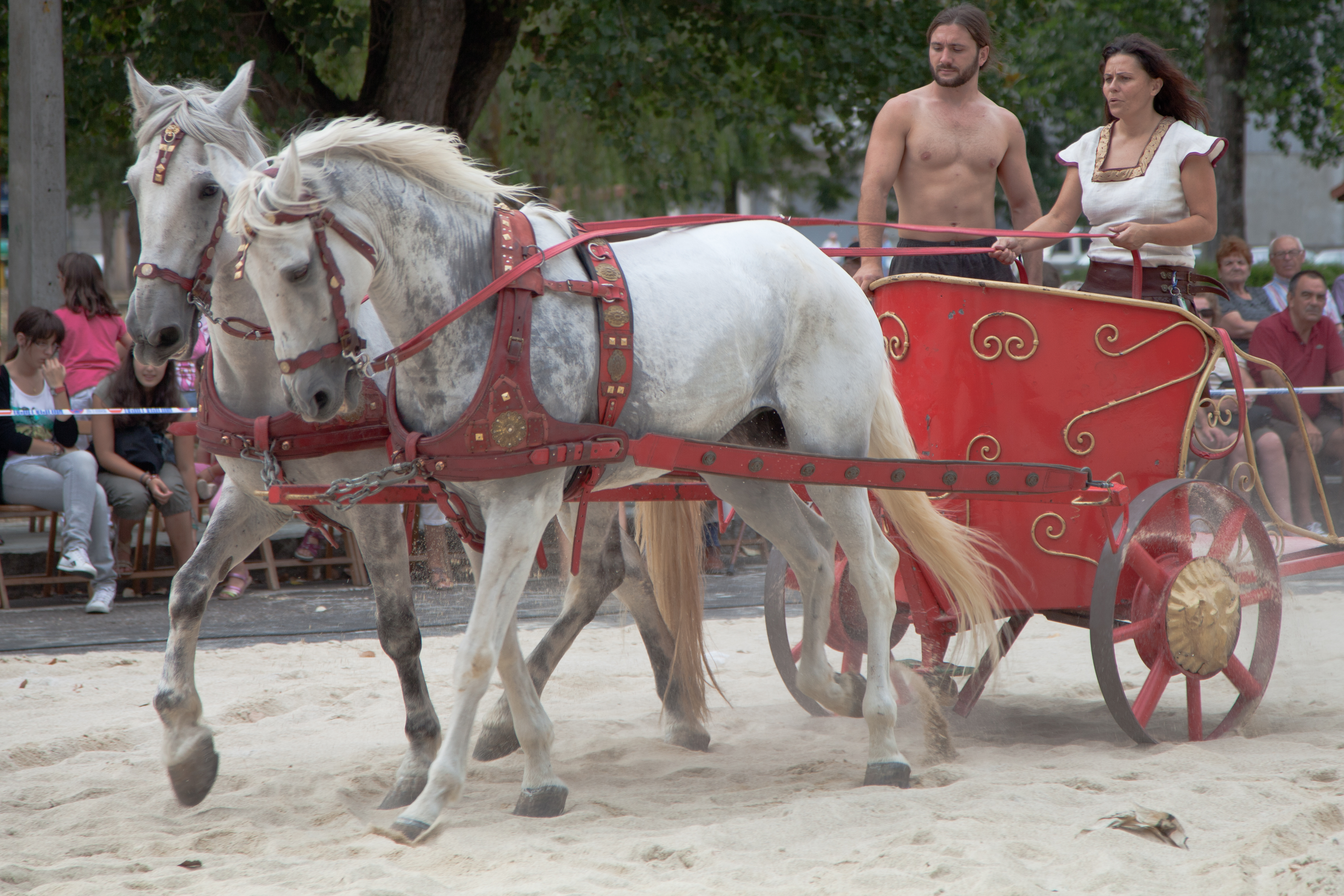
Rekonstrukce římského vozu taženého koňmi.

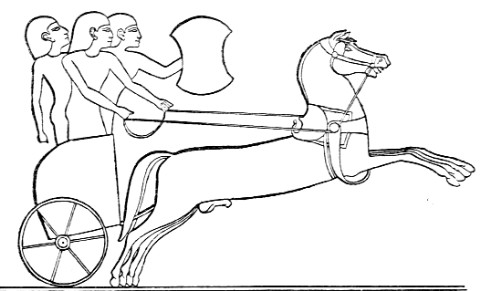
Reliéf zobrazující válečný vůz Chetitů

Vybavení válečného vozu bylo to nejlepší, jaké v té době bylo. Luk, patřící bojovníkovi na válečném voze, byl mohutnou lepenou zbraní, o několik století starší než bojový vůz, která ale přišla ke cti až nyní. Tento luk dokázal vystřelovat šípy na vzdálenost 175 metrů, tedy dvakrát až třikrát dále, než prosté dřevěné luky používané většinou pěších lučištníků. První kompozitní luky byly dlouhé 90–120 centimetrů a měly kruhovou, nebo jednoduše tvarovanou konstrukci. V dalších dvou tisíciletích následovaly složitější tvary luků, ale klasická konstrukce zůstávala prakticky stejná. Přestože byly luky vysoce účinné, byly velice drahé, protože k jejich výrobě bylo zapotřebí speciálních druhů dřeva, rohoviny a šlach, přičemž vyrobit je trvalo velice dlouho. Výroba dobrého luku trvala 1 rok a u vynikajícího luku to bylo až 10 let. Jejich výroba vyžadovala značnou zručnost a zkušenosti. Jak zde už bylo psáno, dokázal válečný vůz jet rychlostí 38 km/h. Mohl tedy snadno unikat pěchotě a byl velice smrtelnou zbraní. Vzhledem k těmto schopnostem bylo pro národy sídlící v oblastech dosažitelných bojovými vozy obtížné zachovat si nezávislost, aniž by také měly bojové vozy. V podstatě to znamenalo, že každý civilizovaný stát na Blízkém východě musel vlastnit tyto vozy.
Brnění, kompozitní luk, válečný vůz a koně, to všechno představovalo značné vynaložení jmění, lidských sil, zkušenosti a úsilí, potřebné k zajištění a udržení těchto zbraní. Většinu těchto výdajů musel hradit panovník. Pokud jde o koně, kteří nebyli většinou vyšší než velcí poníci, byl jejich výcvik zahájen již během prvního roku jejich života. Od čtyř do devíti let z nich byla vhodná zvířata k tažení válečného vozu. Tito koně byli velice vytrvalí a při denních pochodech dokázali překonat vzdálenost až 60 kilometrů. O Egypťanech je známo, že organizovali svoje válečné vozy do skupin po deseti. Pokud jde o taktiku, tak nejlepší taktika válečných vozů byl překvapivý útok. Učebnicový příklad se odehrál v bitvě u Kadeše.
Pomyslnou tečkou za vojenském využití válečných vozů byla bitva u Gaugamél, ve které vojsko Alexandra Velikého přišlo s taktikou, jak se útoku těchto vozů bránit.